# Thomas D'Urfey

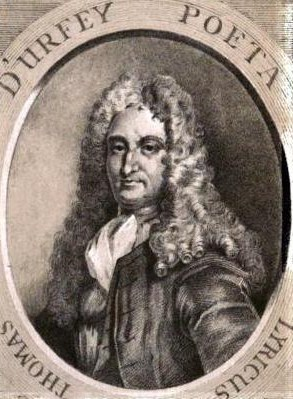
Thomas D'Urfey

Thomas D'Urfey (Devon, circa 1653 — Londen, 26 februari 1723) was een Brits schrijver en componist van satirische toneelstukken en opera's. Hij werkte vaak met Henry Purcell samen.

## Leven
D'Urfeys naam werd eigenlijk als Durfey gespeld, maar hij stileerde zichzelf met behulp van een Frans aandoende schrijfwijze, omdat hij van hugenoten afstamde. Hij was in zijn jeugd in de leer bij een klerk en leerde rechten, maar in 1676 werden twee van zijn toneelstukken ten tonele gebracht, en dit trok de aandacht van koning Karel II, die hem tot hofnar benoemde. In 1681 vinden we een eerste lied van Henry Purcell ('Blow, Boreas, Blow') in een van D'Urfeys werken, Sir Barnaby Whigg. Het was het begin van een lange samenwerking: D'Urfey werd een van Purcells voornaamste librettisten. Twee van Purcells odes zijn door D'Urfey geschreven, beide uit 1690: het Yorkshire Feast Song en Arise, My Muse voor de verjaardag van koningin Maria II. Voorts zette Purcell zeven liedteksten en een catch van D'Urfey op muziek. In 1689 gaf hij zangles aan de kostschool van Josias Priest; daar repeteerde op dat moment Purcell voor zijn Dido and Aeneas. D'Urfey schreef er een epiloog voor. In 1694 en 1695 ondernam D'Urfey de ambitieuze taak Don Quichot van Cervantes voor het theater te herwerken: men kan dit driedelige werk als zijn dramaturgische meesterwerk beschouwen, al was het maar omdat de muziek grotendeels van Purcell is. Echter, tijdens het componeren aan de score voor deze Comical History of Don Quixote, stierf Purcell plotseling; de rest werd door John Eccles aangevuld. Voor John Blow schreef D'Urfey in 1691 de Sinte-Cecilia-ode The Glorious Day is Come.
Als componist herkauwde D'Urfey meestal bestaande volksmelodietjes en zette er zijn eigen woorden op. Slechts drie originele toonzettingen van zijn eigen hand zijn bewaard. Zijn opera's en semi-opera's verraden geen groot talent, en dit kan evenmin van zijn dramaturgisch werk gezegd worden: de plot is doorgaans een kopie van bestaande modellen en de verzen zijn, op zijn zachtst uitgedrukt, krakkemikkig. D'Urfey verdedigde zich door te stellen dat zijn gedichten inderdaad niet echt vloeiend lazen, maar ze dan ook bedoeld waren om gezongen te worden. Na de dood van Karel II werd D'Urfey even populair bij diens opvolger, Jacobus II, wat slechts weinig andere kunstenaars gegeven was. Tijdens de jaren 80 van de zeventiende eeuw groeide zijn populariteit zienderogen, en 'Tom D'Urfey', zoals men hem noemde, werd een graag geziene gast aan het hof. In 1699 verscheen de eerste editie van zijn liedercollectie Wit and Mirth, or Pills to Purge Melancholy, die nog vele malen uitgebreid zou worden. Het gewone volk adoreerde hem: in zijn tijd was hij een onvervalste vedette.
D'Urfey had dan ook één talent waarmee hij tegenover anderen uitblonk: hij was een genadeloos satiricus en in alles wat hij deed buitengewoon grappig en gevat. Zijn komisch talent compenseerde zijn gebrek aan andere vaardigheden: van zijn drieëndertig toneelstukken zijn er slechts vier tragedies, de rest bestaat uit farcen die de draak steken met de contemporaine zeden. In The Richmond Heiress acteerde de gevierde actrice Anne Bracegirdle, die een relatie met William Congreve had. Dit stuk is een van D'Urfeys beste: het is een satire op het feit dat huwelijken op basis van geld in plaats van liefde worden afgesloten. Het stuk is bijzonder grof en cynisch. De platvloersheid en immoraliteit van zijn werk provoceerde de puriteinen en hun geestverwanten: Jeremy Collier fulmineerde evenzeer tegen D'Urfey als tegen Congreve.
D'Urfey was zeker ook een bekend figuur om andere redenen: hij stond algemeen als een alcoholist bekend, hij stotterde, en hij was, zoals ook op portretten blijkt, met zijn enorme neus bijzonder lelijk. Zijn reputatie als clown heeft dan ook veel langer stand gehouden dan zijn literair werk. Vanaf de 19de eeuw is hij geleidelijk aan vergeten. Zijn liedjes vormen thans niet meer dan een curiosum, en zijn stukken zijn, op een of twee na, onder het stof van de geschiedenis verdwenen.

### Een anekdote over D'Urfey en Purcell
In Love for Money, or The Boarding School, uit 1691, trekt hij van leer tegen meisjeskostscholen: ze leren er niets behalve rondhuppelen, aldus D'Urfey. Vermoedelijk baseerde hij zich hiervoor op zijn ervaringen in Chelsea in 1689, toen hij les gaf bij Josias Priest en Purcell er bezig was met zijn Dido and Aeneas. Er schijnt immers een bizarre anekdote verbonden aan de semi-opera The Fairy-Queen van Purcell, die ongeveer een jaar na D'Urfeys Love for Money in première ging.
In het eerste bedrijf van deze semi-opera wordt een dronken poëet opgevoerd, die door elfjes gepijnigd wordt. De elfjes dwingen de dichter, die Stutter heet en daadwerkelijk stottert, bekentenissen af te leggen: ten eerste bekent hij dat hij zeer slecht is, ten tweede dat hij stomdronken is. Ze blinddoeken hem, en de dichter stelt voor blindemannetje te spelen, met de woorden „T-turn me round and st-stand away; I'll catch whom I may!“. Dit is een woordspeling op catch, wat 'vangen' betekent maar ook de naam is van een soort drinklied waarin veelal met iemand de draak gestoken wordt; wanneer iemand gecatcht wordt, wordt die persoon in een catch aangevallen. De dichter Stutter zegt hier dus in feite dat hij iedereen te grazen zal nemen die hij maar belieft. De elfjes knijpen hem wanneer ze dit horen.
Vervolgens vraagt de dichter te mogen gaan, en hij belooft de elfenkoningin dat hij een sonnet voor haar zal schrijven, omdat hij hoopt 'de lauweren te mogen dragen': „And as I hope to wear the bays, I'll write a sonnet in thy praise“. Hier wordt geïnsinueerd dat D'Urfey ambities heeft Poet Laureate te worden: in 1692 stierf Thomas Shadwell namelijk. D'Urfey, die zowel een publiekslieveling als een vriend van het hof was, en bovendien een verjaardagsode voor de koningin geschreven had, kon weleens gehoopt hebben dat hij Shadwells opvolger zou worden (hij werd het niet: Nahum Tate, een dichter met een veel serieuzer profiel, volgde Shadwell op). De elfen vinden de suggestie belachelijk en besluiten dat Stutter gestraft moet worden voor de onzin die hij uitkraamt, en voor zijn karamelleversjes: „Pinch him, pinch him for his crimes, his nonsense and his doggerel-rhymes!“. Hij wordt weggejaagd.
Dat D'Urfey hier zo hard wordt aangepakt, is vermoedelijk (ofschoon niet zeker) het werk van iemand die op goede voet stond met Josias Priest, die wraak wilde nemen voor D'Urfeys aanval. Er zijn geen literaire teksten van Priest bekend, dus de aannemelijkste kandidaat-librettist is Thomas Betterton, een der beroemdste acteurs uit de 17de eeuw; deze suggestie is des te waarschijnlijker vermits The Fairy Queen een adaptatie van A Midsummer Night's Dream is, en Betterton met name vermaard was om zijn Shakespeare-adaptaties. Dat niemand minder dan Purcell de muziek leverde, moet D'Urfey ongetwijfeld een lesje geleerd hebben.
Het publiek uit die tijd zal de satire op D'Urfey maar al te goed begrepen hebben. Het werk The Fairy Queen van Purcell wordt overigens nog geregeld opgevoerd; het is echter maar zeer de vraag of iemand de grap heden ten dage nog doorheeft.

## Werken
- 1676 Madam Fickle
- 1681 Sir Barnaby Whigg, or No Wit like a Woman's
- 1682 The Injured Princess (naar Shakespeare)
- 1688 A Fool's Preferment, or The Three Dukes of Dunstable
- 1691 Love for Money, or The Boarding School
- 1692 The Marriage-hater Match'd
- 1693 The Richmond Heiress, or A Woman once in the Right
- 1694 The Virtuous Wife, or Good Luck at Last
- 1694 The Comical History of Don Quixote (drie delen, naar Cervantes)
- 1697 Cynthia and Endymion
- 1699 Wit and Mirth, or Pills to Purge Melancholy (liederboek)
- 1706 The Wonders of the Sun
- 1709 The Modern Prophets

- Biblioteca Nacional de España: XX5029816
- Bibliothèque nationale de France: cb129027561 (data)
- Catàleg d'autoritats de noms i títols de Catalunya: 981058512468406706
- CiNii: DA02409900
- Gemeinsame Normdatei: 119343118
- International Standard Name Identifier: 0000 0001 0865 1674
- Library of Congress Control Number: n82227325
- MusicBrainz: 474627c6-bb25-49ec-8b0a-b6862660effb
- Nationale bibliotheek van Australië: 35344368
- Nationale Bibliotheek van Israël: 987007273239605171
- Nederlandse Thesaurus van Auteursnamen: 068218192
- Istituto Centrale per il Catalogo Unico: CFIV061016
- SNAC: w6002dph
- Système universitaire de documentation: 129028797
- Trove: 919257
- Virtual International Authority File: 5060938
- WorldCat: E39PBJwHffkfthDpDRPtMhPhHC